# Бутвил (Шарант)
Бутвил (фр. Bouteville) насеље је и општина у западној Француској у региону Поату-Шарант, у департману Шарант која припада префектури Коњак.
По подацима из 2011. године у општини је живело 333 становника, а густина насељености је износила 27,59 становника/km². Општина се простире на површини од 12,07 km². Налази се на средњој надморској висини од 90 метара (максималној 152 m, а минималној 34 m).

## Демографија
| 1962. | 1968. | 1975. | 1982. | 1990. | 1999. | 2011. |
| ----- | ----- | ----- | ----- | ----- | ----- | ----- |
| 449   | 459   | 428   | 388   | 398   | 343   | 333   |

График промене броја становника у току последњих година